# Foltos cápa
A foltos cápa vagy feketeszájú macskacápa (Galeus melastomus) a porcos halak (Chondrichthyes) osztályának a kékcápaalakúak (Carcharhiniformes) rendjéhez és a macskacápafélék (Scyliorhinidae) családjához tartozó faj.

## Előfordulása
A Földközi-tengerben és az Atlanti-óceán keleti részén, Skandináviától Szenegálig fordul elő.

## Megjelenése
Maximális mérete 90 cm. Elnyújtott hosszúkás testű, hosszú, hegyes orrú és lapos fejű cápa. A száj közepesen nagy, és a középső és oldalsó csúcsokkal ellátottak. A hátuszonyok kicsik és egyenlő méretűek. Háti részén pikkelyekkel borított bordát visel. A színe szürkésbarna, szabálytalan alakú sötét foltokkal. A hátuszonyok és a farokuszony széle fehér. Szája jellemzően fekete.

## Életmódja
Tojással szaporodik. Fenéklakó gerinctelenekkel és mélytengeri halakkal táplálkozik. A tengerfenék közelében él, 55 és 1000 méter között.

## Külső hivatkozás
- EXTANT DENTITIONS: Cápanevek (angol)
- Checklist of Living Sharks: Compagno, 2007
- Checklist of Fossil Sharks: Jim Bourdon © 1998 - 2009